# Zangenstrommesser

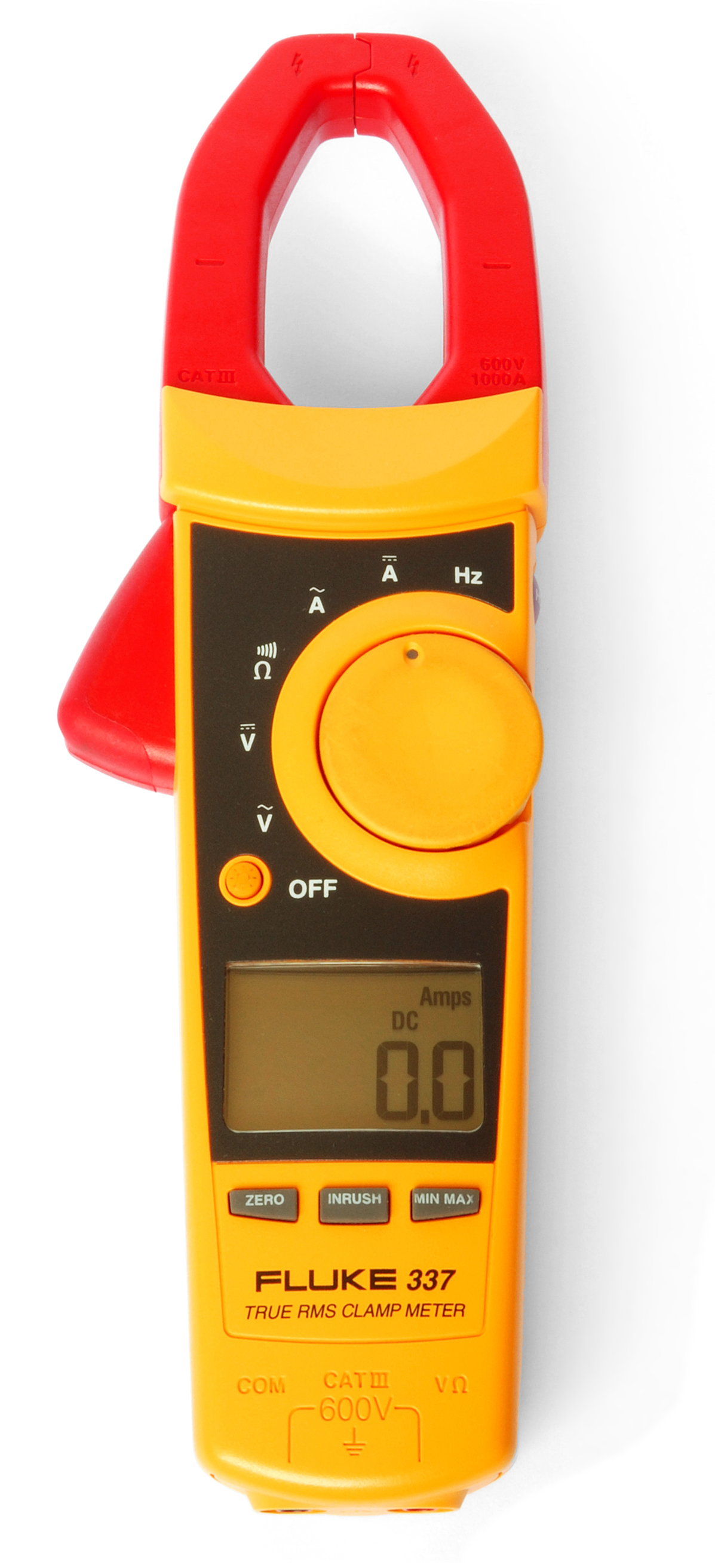
Stromzange für Gleich- und Wechselstrom

Ein Zangenstrommesser, auch  Strommesszange, Stromzange oder allgemeinsprachlich Zangenamperemeter genannt, ist ein Messgerät zur indirekten Messung der elektrischen Stromstärke anhand des den Leiter umgebenden Magnetfeldes.
Während bei der direkten Messung der Stromkreis aufgetrennt werden muss, um das Strommessgerät in die elektrische Leitung zu schalten, ist dies bei der Messung mit dem Zangenstrommesser nicht erforderlich. Dank eines zangenartig teilbaren Eisenkerns kann man Leiter oder Stromschienen umfassen, ohne den Stromkreis auftrennen zu müssen.  Auch kann an Anlagen gemessen werden, die nicht zum Zwecke der Messung abgeschaltet werden können. Die Messung erfolgt potentialfrei – es kann berührungslos gemessen werden.
Ein Zangenstrommesser kann die Stromstärke eines Leiters nur dann messen, wenn dieser einzeln umfasst werden kann. Dies kann auch der Verbraucher selbst sein, z. B. eine gerade oder ringförmige Leuchtstofflampe, sofern der Innendurchmesser der Zange ausreichend groß ist. Umschließt die Zange das gesamte Kabel mit Leiter und Rückleiter, so heben diese sich gegenseitig auf, die Zange misst lediglich etwaige Leckströme die über die Erdung abfließen, sog. Vagabundierender Strom.

## Wirkungsweise

### Wechselstrommessung
Bei Wechselstrom-Zangenstrommessern wird das Transformator-Prinzip angewendet. Die Stromzange fungiert hierbei als magnetischer Messwandler/Stromwandler. Dabei bilden der feste und der bewegliche Schenkel der Zange im geschlossenen Zustand den Trafokern, der zu messende Leiter die Primärwicklung und die Spule im Messgerät die Sekundärwicklung. Der Strom im Leiter magnetisiert den Kern und induziert dadurch in der Sekundärwicklung einen Strom, der proportional zum Leiterstrom ist. Die Ausgangsleistung der Sekundärspule ist so groß, dass sie direkt ein (passend skaliertes) Messgerät (z. B. mit Dreheisenmesswerk) betreiben kann. Die Energie zum Antrieb des Messwerks wird dem zu messenden Stromkreis entnommen.

### Allstrommessung
Gleichstromtaugliche Zangenstrommesser können wegen der fehlenden Wechselfelder nicht nach obigem Prinzip gebaut werden. Hier werden Hallsensoren oder magnetfeldabhängige (magnetoresistive) Widerstände, die auch statische Magnetfelder erfassen können, in einem Luftspalt des Kerns angebracht. Die erzeugten schwachen Signale müssen elektronisch verstärkt werden. Deshalb müssen diese Messgeräte über Batterien oder Netzgeräte mit Energie versorgt werden. Diese Messgeräte sind auch für Wechselströme geeignet.
Weiterhin kann auch ein Messprinzip mit Kompensationsmethode benutzt werden. Dabei wird ein durch eine Kompensationswicklung fließender Strom so geregelt, dass der magnetische Fluss in dem Kern idealerweise zu null wird. Der Kompensationsstrom wird angezeigt; der fließende Strom ist (wie beim oben beschrieben Transformatorprinzip) dem Windungsverhältnis entsprechend untersetzt. Vorteil hierbei ist, dass eventuelle nichtlineare Eigenschaften beispielsweise des Kerns oder des Hallsensors kaum noch Einfluss auf die Messung haben. Auch hierbei ist für die Regelung und den Kompensationsstrom eine Energieversorgung notwendig.
Es gibt auch eine historische, selten verwendete Form des Zangenstrommessers, die grundsätzlich ein für Wechsel- und Gleichstrom geeignetes Dreheisenmesswerk darstellt, dessen magnetischer Kreis von der Zange gebildet wird. Insofern ähnelt es äußerlich der heutigen Bauform, allerdings wird zur Ermittlung der Feldstärke kein Hall- oder magnetoresistiver Sensor verwendet, sondern die Kraftwirkung des Magnetfeldes mechanisch angezeigt. Für Gleich- bzw. Wechselstrom wurden oft unterschiedliche Skalen an den Messwerken angebracht. Diese Geräte sind nur für vergleichsweise große Ströme geeignet und haben eine hohe Messungenauigkeit. Zur Messbereichsänderung werden separate Dreheisenmesswerke steckbar in den magnetischen Kreis gebracht.

## Anzeige des Messwertes

### Eingebaute Anzeige
Die Messwerte von Stromzangen nach dem Transformatorprinzip können direkt über Dreheisenmesswerke visualisiert werden. Es können auch Drehspulmesswerke verwendet werden, denen aber ein Gleichrichter vorgeschaltet werden muss. 
Neuere Ausführungen haben oft Digitalanzeigen, für die der Messwert mittels elektronischer Schaltungen erst umgewandelt werden muss. Solche Geräte benötigen daher (neben der Messgröße) eine zusätzliche Energieversorgung.
Wie oben angeführt, benötigen gleichstromtaugliche Stromzangen grundsätzlich Verstärker für die schwachen Signale der Magnetfeld-Sensoren. Da also sowieso schon elektronische Baugruppen und eine zusätzliche Energieversorgung vorhanden sind, werden sie wegen des geringen zusätzlichen Aufwands normalerweise mit Digitalanzeigen ausgestattet.

### Externe Anzeige (Current Probe)

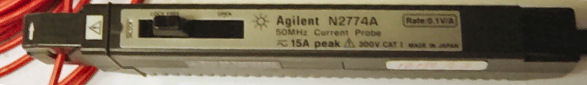
Stromzange zum Anschluss an ein Oszilloskop

Stromzangen ohne eingebaute Anzeige sind z. B. sogenannte Zangenstromwandler. Ihr Aufbau ist abgesehen von der fehlenden Anzeige prinzipiell der gleiche wie bei Wechselstromzangen. Statt eines Anzeigeinstruments sind hier Buchsen oder Kabel vorhanden, über die der Messwert z. B. auf Oszilloskope, Messschreiber oder Multimeter übertragen wird. Jedes Gerät hat ein festgelegtes Übersetzungsverhältnis, über das die wahre Größe des Stromes errechnet werden muss. So gibt z. B. eine Stromzange mit einem Übersetzungsverhältnis von 100:1 bei einem Strom von 20 A einen Ausgangsstrom von 200 mA ab.
Es gibt auch Ausführungen mit eingebautem Strom-Spannungs-Umsetzer (im einfachsten Fall als passive Bürde (Widerstand)), die direkt an einen Spannungseingang (üblicher Eingang eines Oszilloskops) angeschlossen werden können (sogenannte Current Probes). Solche Geräte besitzen teilweise die Fähigkeit, Gleich- und Wechselstromanteile gleichzeitig zu messen und haben Grenzfrequenzen bis zu ungefähr 100 MHz. Sie arbeiten mit einem Stromwandler und einem Hallsensor sowie einer Kompensationswicklung, um den Kern vor Sättigung zu schützen. Zum Betrieb wird ein zusätzlicher Messverstärker benötigt, der auch den Offsetabgleich und die Entmagnetisierung vornimmt. Üblicherweise werden solche Stromzangen über ein BNC-Kabel impedanzangepasst am Oszilloskop angeschlossen.
Digitale Stromzangen enthalten einen A/D-Wandler und werden z. B. mittels USB-Kabel mit einem PC oder Smartphone verbunden.

## Ausführung des Kerns
Der teilbare Kern der Zangenstrommesser besteht aus geschichteten Elektroblechen (bei höheren Frequenzen auch Ferrite) und ist meist zusätzlich isoliert, da mit solchen Geräten ja oft an unisolierten Stromschienen gemessen wird. Die Berührungsflächen der beiden Kernteile sind geschliffen und mit Verzahnungen aufeinander gepasst, um magnetische Verluste möglichst gering zu halten. Der bewegliche Teil des Kerns ist mit einem Scharnier mit dem festen Teil verbunden und kann mittels eines Hebels geöffnet werden. Während der Messung drückt eine Schließfeder die beiden Kernteile zusammen.

## Messbereich
Der Messbereich von Zangenstrommessern ist nach unten begrenzt, da das dann schwache magnetische Feld nicht ausreichend genau gemessen werden kann und auch die Restmagnetisierung und Umgebungsfelder stören. Will man kleinere Stromstärken genauer messen, so kann man mehrere Windungen der stromführenden Leitung durch die Zange führen. Legt man z. B. die zu messende Leitung in 10 Windungen um den Kern, so erhält man die zehnfache Anzeige. Nach oben ist der mögliche Messbereich nur durch die Größe der Zangenöffnung begrenzt, da Ströme im kA-Bereich entsprechend große Leiterquerschnitte oder Stromschienen und somit ausreichend große Zangenöffnungen erfordern.

## Sonderausführung für mehradrige Leitungen
Zangenstrommesser sind für die Messung eines einzelnen Leiters ausgelegt. Abgesehen von Leckströmen heben sich die Magnetfelder von Hin- und Rückleiter auf. Deshalb muss bei mehradrigen Leitungen die zu messende Ader einzeln zugänglich sein, was das Entfernen des Kabelmantels erfordern würde. Man hat daher sogenannte Multisensor-Zangenstrommesser entwickelt, deren Funktionsweise darauf beruht, dass das Magnetfeld im Nahbereich durchaus nach außen dringt und die Signale unterschiedlich angeordneter Empfangsspulen derart verrechnet werden, dass auf den Strom geschlossen werden kann. Sie sind teurer und ungenauer, können aber an Netzkabeln mit Hin- und Rückleiter messen.